# Новогригорівка (Білогірський район)
Новогриго́рівка (крим. Novoğrığorivka) — село в Україні, у Білогірському районі Автономної Республіки Крим. Підпорядковане Зеленогірській сільській раді. Населення становить 192 особи.

## Населення
Згідно з переписом УРСР 1989 року чисельність наявного населення села становила 190 осіб, з яких 95 чоловіків та 95 жінок.
За переписом населення України 2001 року в селі мешкали 192 особи.

### Мова
Розподіл населення за рідною мовою за даними перепису 2001 року:
| Мова              | Відсоток |
| ----------------- | -------- |
| кримськотатарська | 45,83 %  |
| російська         | 36,46 %  |
| українська        | 16,15 %  |
| білоруська        | 0,52 %   |
| інші              | 1,04 %   |